# Doctrine de la première vente
 (septembre 2022).
La mise en forme du texte ne suit pas les recommandations de Wikipédia : il faut le « wikifier ».
Les points d'amélioration suivants sont les cas les plus fréquents :
- Les titres sont pré-formatés par le logiciel. Ils ne sont ni en capitales, ni en gras.
- Le texte ne doit pas être écrit en capitales (les noms de famille non plus), ni en gras, ni en italique, ni en « petit »…
- Le gras n'est utilisé que pour surligner le titre de l'article dans l'introduction, une seule fois.
- L'italique est rarement utilisé : mots en langue étrangère, titres d'œuvres, noms de bateaux, etc.
- Les citations ne sont pas en italique mais en corps de texte normal. Elles sont entourées par des guillemets français : « et ».
- Les listes à puces sont à éviter, des paragraphes rédigés étant largement préférés. Les tableaux sont à réserver à la présentation de données structurées (résultats, etc.).
- Les appels de note de bas de page (petits chiffres en exposant, introduits par l'outil «  Source ») sont à placer entre la fin de phrase et le point final[comme ça].
- Les liens internes (vers d'autres articles de Wikipédia) sont à choisir avec parcimonie. Créez des liens vers des articles approfondissant le sujet. Les termes génériques sans rapport avec le sujet sont à éviter, ainsi que les répétitions de liens vers un même terme.
- Les liens externes sont à placer uniquement dans une section « Liens externes », à la fin de l'article. Ces liens sont à choisir avec parcimonie suivant les règles définies. Si un lien sert de source à l'article, son insertion dans le texte est à faire par les notes de bas de page.
- La présentation des références doit suivre les conventions bibliographiques. Il est recommandé d'utiliser les modèles {{Ouvrage}}, {{Chapitre}}, {{Article}}, {{Lien web}} et/ou {{Bibliographie}}. Le mode d'édition visuel peut mettre en forme automatiquement les références.
- Insérer une infobox (cadre d'informations à droite) n'est pas obligatoire pour parachever la mise en page.

Pour une aide détaillée, merci de consulter Aide:Wikification.
Si vous pensez que ces points ont été résolus, vous pouvez retirer ce bandeau et améliorer la mise en forme d'un autre article.
 (avril 2020).
La doctrine de la première vente est un concept juridique qui joue un rôle important dans le droit américain sur le droit d'auteur et les marques en limitant certains droits du titulaire du droit d'auteur ou de la marque. La doctrine permet la chaîne de distribution de produits protégés par le droit d'auteur, le prêt de bibliothèque, les dons, la location de vidéos et les marchés secondaires pour les œuvres protégées par le droit d'auteur (par exemple, permettre aux particuliers de vendre leurs livres ou CD achetés légalement à d'autres). En droit des marques, cette même doctrine permet la revente de produits de marque après que le titulaire de la marque a mis les produits sur le marché. La doctrine est également appelée «droit de première vente», «règle de première vente» (first sale rule) ou «règle d'épuisement» (exhaustion rule). 
Le terme "première vente" vient du concept selon lequel le droit exclusif du titulaire du droit d'auteur de distribuer une copie particulière (telle qu'une copie particulière d'un livre) prend fin lorsque le titulaire du droit d'auteur effectue sa première vente (de ce livre). Après ce transfert initial du titre de la copie, le nouveau propriétaire de la copie peut généralement distribuer cette copie particulière sans autre autorisation du titulaire du droit d'auteur. 
La doctrine de la première vente est l'une des limitations et exceptions au droit d'auteur. 

## Vue d'ensemble
La loi sur le droit d'auteur accorde au titulaire du droit d'auteur un droit exclusif "de distribuer au public des copies ou des phonogrammes de l'œuvre protégée par le droit d'auteur par vente ou autre transfert de propriété, ou par location, crédit-bail ou prêt" 17 USC 106 (3). C'est ce qu'on appelle un «droit de distribution» et il diffère du «droit de reproduction» du titulaire du droit d'auteur, qui consiste à faire des copies des œuvres protégées par le droit d'auteur. Plutôt que le droit de copier, le droit de distribution implique le droit de transférer des copies physiques ou des phonogrammes (c'est-à-dire de la musique enregistrée) de l'œuvre protégée. Par exemple, le droit de distribution pourrait être violé lorsqu'un détaillant achète et vend au public des bandes audio ou vidéo réalisées illégalement. Bien que le détaillant n'ait peut-être pas copié l'œuvre de quelque manière que ce soit et qu'il ne savait pas que les bandes ont été réalisées illégalement, il viole néanmoins le droit de distribution par la vente. Le droit de distribution permet au titulaire du droit d'auteur de demander réparation à tout membre de la chaîne de distribution. 
La doctrine de la première vente crée une exception de base au droit de distribution du titulaire du droit d'auteur. Une fois que l'œuvre est légalement vendue ou même transférée à titre gratuit, l'intérêt du titulaire du droit d'auteur sur l'objet matériel dans lequel l'œuvre protégée est incorporée est épuisé. Le propriétaire de l'objet matériel peut alors en disposer à sa guise. Ainsi, celui qui achète un exemplaire d'un livre a le droit de le revendre, de le louer, de le donner ou de le détruire. Cependant, le propriétaire de la copie du livre ne pourra pas faire de nouvelles copies du livre car la doctrine de la première vente ne limite pas le droit de reproduction du titulaire du droit d'auteur. La logique de la doctrine est d'empêcher le titulaire du droit d'auteur de restreindre la libre aliénabilité des marchandises. Sans cette doctrine, le détenteur d'une copie d'une œuvre protégée par le droit d'auteur devrait négocier avec le titulaire du droit d'auteur chaque fois qu'il souhaite disposer de sa copie. Après le transfert initial de propriété d'une copie légale d'une œuvre protégée par le droit d'auteur, la doctrine de la première vente épuise le droit du titulaire du droit d'auteur de contrôler la façon dont la propriété de cette copie peut être cédée. Pour cette raison, cette doctrine est également appelée «règle d'épuisement». 
La doctrine a été reconnue pour la première fois par la Cour suprême des États-Unis en 1908 (voir Bobbs-Merrill Co. c. Straus) et codifié par la suite dans la loi sur le droit d'auteur de 1976, 17 USC § 109. Dans l'affaire Bobbs-Merrill, l'éditeur, Bobbs-Merrill, avait inséré dans ses livres un avis selon lequel toute vente au détail à un prix inférieur à 1,00 $ constituerait une violation de son droit d'auteur. Les défendeurs, qui possédaient le grand magasin de Macy, n'ont pas tenu compte de l'avis et ont vendu les livres à un prix inférieur sans le consentement de Bobbs-Merrill. La Cour suprême a jugé que le droit statutaire exclusif de "vendre" ne s'appliquait qu'à la première vente de l'œuvre protégée par le droit d'auteur. 
L'article 109 a) dispose : "Nonobstant les dispositions de l'article 106, paragraphe 3, le propriétaire d'une copie ou d'un phonogramme particulier légalement réalisé en vertu du présent titre, ou toute personne autorisée par ce propriétaire, a le droit, sans l'autorisation du titulaire du droit d'auteur, de vendre ou d'aliéner d'une autre manière la possession de cette copie ou de cet enregistrement phonétique. " Les éléments de la doctrine de la première vente peuvent être résumés comme suit : (1) la copie a été faite légalement avec l'autorisation du titulaire du droit d'auteur; (2) la propriété de la copie a été initialement transférée sous l'autorité du titulaire du droit d'auteur; (3) le défendeur est un propriétaire légitime de la copie en question; et (4) l'utilisation du défendeur n'implique que le droit de distribution; pas la reproduction ou tout autre droit accordé au titulaire du droit d'auteur. 

### Application au droit d'affichage public
17 USC §109 (c) crée une exception limitée au droit d'affichage public du titulaire du droit d'auteur. Les propriétaires d'une copie légale d'une œuvre protégée par le droit d'auteur peuvent, sans l'autorisation du titulaire du droit d'auteur, afficher cette copie aux téléspectateurs présents à l'endroit où se trouve la copie. Par exemple, le propriétaire de la copie d'un programme informatique (et seulement un programme informatique en vertu du §109 (c)) ne peut pas en afficher publiquement la copie sur un site Web en vertu de cette disposition.   

Un mémoire d'amicus dans Kirtsaeng c. John Wiley &amp; Sons, Inc. a fait valoir que l'article 109 était une disposition clé pour les musées d'art américains: 
 La plupart des musées d'art américains ont des collections permanentes qui ont été acquises grâce à des achats, des cadeaux et des legs, et sur lesquelles ils puisent pour des expositions au public. Les musées présentent également des expositions spéciales, composées en grande partie d'œuvres ne faisant pas partie de leurs collections, grâce à des prêts de collectionneurs privés, de galeries et d'autres institutions. Pour toutes ces activités, les musées dépendent des protections accordées par l'article 109. L'article 109 (c) prévoit que le propriétaire d'une copie particulière "légalement réalisée sous ce titre" a le droit d'afficher cette copie publiquement sans l'autorisation du titulaire du droit d'auteur. L'article 109 (a) permet de la même manière aux musées d'acheter, d'emprunter, de prêter et de vendre ces œuvres d'art "réalisées légalement" . 

## Limites
La doctrine de la première vente ne limite que les droits de distribution des titulaires de droits d'auteur. Ce principe se heurte parfois aux autres droits du titulaire, tels que le droit de reproduction et les droits sur les travaux dérivés. Par exemple, dans Lee c. ART Co., la défense a acheté les œuvres d'art de la demanderesse sous forme de cartes postales et les a ensuite montées sur des carreaux de céramique, recouvrant les œuvres d'art de résine époxy transparente. Malgré l'affirmation par le demandeur de la violation de son droit de préparer des œuvres dérivées, le 7e Circuit a jugé que le droit des œuvres dérivées n'avait pas été violé et que la vente des carreaux par le défendeur était protégée par la doctrine de la première vente. Cependant, sur la base de faits très similaires, le 9e circuit dans Mirage Editions, Inc. c. Albuquerque ART Company a conclu que le droit du demandeur de préparer des œuvres dérivées avait été violé et que la doctrine de la première vente ne protégeait pas le défendeur dans de telles circonstances. 

### Application aux copies numériques
La doctrine de la première vente ne correspond pas parfaitement aux transferts de copies d'œuvres numériques, car un transfert réel ne se produit pas réellement - au lieu de cela, le destinataire reçoit une nouvelle copie de l'œuvre tandis que, dans le même temps, l'expéditeur a la copie originale (sauf si cette copie est supprimée, automatiquement ou manuellement). Par exemple, ce problème exact s'est produit dans Capitol Records, LLC v. ReDigi Inc., une affaire impliquant un marché en ligne pour la musique numérique d'occasion. 
Les livres électroniques ont le même problème. Étant donné que la doctrine de la première vente ne s'applique pas aux livres électroniques, les bibliothèques ne peuvent pas prêter librement des livres électroniques indéfiniment après leur achat. Au lieu de cela, les éditeurs de livres électroniques ont proposé des modèles commerciaux pour vendre les abonnements à la licence du texte. Il en résulte que les éditeurs de livres électroniques imposent des restrictions sur le nombre de fois qu'un livre électronique peut circuler et / ou la durée pendant laquelle un livre se trouve dans une collection avant l'expiration de la licence d'une bibliothèque, puis le livre ne leur appartient plus. 
La question est de savoir si la doctrine de la première vente doit être réorganisée pour refléter les réalités de l'ère numérique. Les copies physiques se dégradent avec le temps, contrairement aux informations numériques. Les œuvres au format numérique peuvent être reproduites sans aucun défaut et peuvent être diffusées dans le monde entier sans trop de difficultés. Ainsi, l'application de la doctrine de la première vente aux copies numériques affecte davantage le marché de l'original que les transferts de copies physiques. Le US Copyright Office a déclaré que "[l] e caractère tangible d'une copie est un élément déterminant de la doctrine de la première vente et essentiel à sa justification". 
En Europe, la Cour de justice de l'Union européenne a jugé, le 3 juillet 2012, qu'il est effectivement permis de revendre des licences de logiciels même si le bien numérique a été téléchargé directement depuis Internet, et que la doctrine de la première vente s'appliquait à chaque fois qu'un logiciel était vendu à un client pour une durée illimitée, car cette vente implique un transfert de propriété, interdisant ainsi à tout fabricant de logiciels d'empêcher la revente de leurs logiciels par l'un de leurs propriétaires légitimes,,. Le tribunal exige que l'ancien propriétaire ne puisse plus utiliser le logiciel sous licence après la revente, mais estime que les difficultés pratiques d'application de cette clause ne devraient pas être un obstacle à l'autorisation de la revente, car elles sont également présentes pour les logiciels qui peuvent être installé à partir de supports physiques, où la doctrine de la première vente est en vigueur,. La décision s'applique à l'Union européenne, mais pourrait indirectement trouver son chemin en Amérique du Nord ; de plus, la situation pourrait inciter les éditeurs à proposer des plateformes pour un marché secondaire. Dans un cas notable, la Haute Cour de Paris a condamné Valve pour ne pas avoir autorisé la revente de jeux à partir de la vitrine numérique Steam, et a contraint Valve à se conformer aux directives de l'Union européenne sur la doctrine de la première vente dans un délai de trois mois, dans l'attente d'un appel. 

### Exigence de propriété
Pour que la doctrine de la première vente s'applique, la "propriété" légale de la copie ou du phonogramme est requise. Comme le prescrit le paragraphe 109 (d), la doctrine de la première vente ne s'applique pas si la possession de la copie se fait «par location, crédit-bail, prêt ou autrement sans en acquérir la propriété». 
Certains éditeurs de logiciels et de contenus numériques affirment dans leurs contrats de licence d'utilisateur final (CLUF) que leurs logiciels ou contenus sont concédés sous licence, et non vendus, et donc la doctrine de la première vente ne s'applique pas à leurs œuvres. Ces éditeurs ont réussi à contracter la doctrine de la première vente par le biais de divers clickwrap, films rétractables et autres accords de licence. Par exemple, si quelqu'un achète des chansons MP3 sur Amazon.com, les fichiers MP3 ne sont que sous licence et il se peut donc qu'ils ne puissent pas revendre ces fichiers MP3. Cependant, les chansons MP3 achetées via iTunes Store peuvent être qualifiées de "ventes" en raison du langage d'Apple dans son CLUF et peuvent donc être revendues, si d'autres exigences de la doctrine de la première vente sont remplies. 
Les tribunaux ont eu du mal et ont adopté des approches radicalement différentes pour régler le problème lorsque seule une licence a été accordée à l'utilisateur final par rapport à la propriété. La plupart de ces cas concernaient des accords de licence de logiciel. En général, les tribunaux examinent sous la surface des accords pour déterminer si les accords créent une relation de licence ou s'ils équivalent, en substance, à des ventes soumises à la doctrine de la première vente en vertu de l'article 109 a). Ainsi, spécifier que l'accord n'accorde qu'une "licence" est nécessaire pour créer la relation de licence, mais pas suffisant. Les autres termes de l'accord devraient être compatibles avec une telle relation de licence. 
Dans Vernor c. Autodesk, Inc. le 9e circuit a créé un test à trois facteurs pour décider si un accord de licence de logiciel particulier réussit à créer une relation de licence avec l'utilisateur final. Les facteurs comprennent: 1) si un titulaire du droit d'auteur spécifie qu'un utilisateur obtient une licence; 2) si le titulaire du droit d'auteur restreint considérablement la capacité de l'utilisateur à transférer le logiciel à d'autres; et 3) si le titulaire du droit d'auteur impose des restrictions d'utilisation notables sur le logiciel. Dans Vernor, le contrat de licence d' Autodesk spécifiait qu'il conservait la propriété du logiciel et que l'utilisateur n'obtenait qu'une licence non exclusive. L'accord comportait également des restrictions concernant la modification, la traduction ou la rétro-ingénierie du logiciel, ou la suppression de toute marque propriétaire de l'emballage ou de la documentation du logiciel. L'accord spécifiait également que les logiciels ne pouvaient pas être transférés ou loués sans le consentement écrit d'Autodesk et ne pouvaient pas être transférés en dehors de l'hémisphère occidental. Sur la base de ces faits, le 9e circuit a estimé que l'utilisateur n'est qu'un licencié du logiciel d'Autodesk, pas un propriétaire et que, par conséquent, l'utilisateur ne peut pas revendre le logiciel sur eBay sans l'autorisation d'Autodesk. 
Cependant, le même panel du 9e Circuit qui a décidé Vernor c. Autodesk, a refusé d'appliquer le test à trois facteurs de Vernor dans UMG v. Augusto à un prétendu accord de licence créé lorsque UMG a envoyé des CD promotionnels non sollicités à des critiques de musique. L'emballage des CD promotionnels contenait le libellé: "Ce CD est la propriété de la maison de disques et est concédé sous licence au destinataire prévu pour un usage personnel uniquement. L'acceptation de ce CD constitue un accord pour se conformer aux termes de la licence. La revente ou le transfert de possession n'est pas autorisé et peut être puni en vertu des lois fédérales et des États. " Augusto a essayé de vendre ces CD sur eBay et UMG a fait valoir que la doctrine de la première vente ne s'appliquait pas car les CD n'étaient pas vendus et seule une relation de licence avait été créée. Cependant, le tribunal a jugé que la doctrine de la première vente s'applique lorsqu'une copie est distribuée et que les destinataires des CD promotionnels n'ont pas accepté les termes du contrat de licence en ne renvoyant simplement pas les CD non sollicités. 
Dans l'affaire UsedSoft contre Oracle, la Cour de justice des Communautés européennes a jugé que la vente d'un produit logiciel, soit par le biais d'un support physique ou d'un téléchargement, constituait un transfert de propriété en droit de l'UE, donc la première doctrine de la vente s'applique; la décision rompt ainsi la théorie juridique "licencié, non vendu", mais laisse de nombreuses questions ouvertes . 

### Importation de copies
L'article 602 (a) (1) de la loi sur le droit d'auteur stipule que «l'importation aux États-Unis, sans l'autorisation du titulaire du droit d'auteur en vertu de ce titre, de copies ou de phonogrammes d'une œuvre acquise en dehors des États-Unis est un violation du droit exclusif de distribuer des copies ou des phonogrammes. " Cette disposition offre au titulaire du droit d’auteur la possibilité d’empêcher complètement les marchandises d’entrer sur le marché américain. 
L'application de cette disposition a créé des problèmes juridiques difficiles dans le contexte des produits du marché gris. Les revendeurs du marché gris achètent les produits authentiques dans des pays étrangers à un prix nettement inférieur aux prix américains. Ils importent ensuite ces produits authentiques aux États-Unis et les vendent à des prix réduits, sous-cotant les concessionnaires américains autorisés. Le marché gris existe où le prix des marchandises en dehors des États-Unis est inférieur au prix à l'intérieur. 
À première vue, l'article 602 (a), sauf importation non autorisée, semblerait entrer en conflit avec la doctrine de la première vente, qui autorise la revente d'exemplaires légalement fabriqués. La question se résume à savoir si l'article 602 (a) crée un droit affirmatif d'interdire toute importation non autorisée, ou la doctrine de la première vente limite-t-elle la portée de l'article 602 (a), permettant ainsi la revente d'au moins certaines copies importées légalement faites. 
En 1998, la Cour suprême des États-Unis dans Quality King c. L'Anza a constaté que la doctrine de la première vente s'appliquait aux marchandises importées au moins lorsque les marchandises importées sont d'abord légalement fabriquées aux États-Unis, expédiées à l'étranger pour la revente, puis rentrent plus tard aux États-Unis. Cette affaire concernait l'importation de produits de soins capillaires portant des étiquettes protégées par le droit d'auteur. Une Cour suprême unanime a conclu que la doctrine de la première vente s'applique à l'importation aux États-Unis d'œuvres protégées par le droit d'auteur (les étiquettes), qui ont été fabriquées aux États-Unis puis exportées. 
Cependant, la Cour suprême n'a pas tranché la question de savoir si les produits du marché gris sont initialement fabriqués à l'étranger puis importés aux États-Unis. La Cour a indiqué que l'importation de produits fabriqués en dehors des États-Unis pourrait peut-être être interdite en vertu de l'article 602 a), car ces produits ne seraient pas "légalement fabriqués sous ce titre". Ces produits peuvent être fabriqués légalement, soit par le titulaire du droit d'auteur, soit par un titulaire de licence, mais ils ne seront pas légalement fabriqués en vertu de la loi américaine sur le droit d'auteur. Ils seraient plutôt légalement fabriqués en vertu des lois sur le droit d'auteur de l'autre pays; et la doctrine de la première vente ne limiterait donc pas la restriction à l'importation §602. 
L'Omega 2008 v. L'affaire Costco impliquait cette question exacte non résolue, où l'accusé Costco a obtenu des montres Omega authentiques, qui présentent un design protégé par des droits d'auteur à l'arrière des montres, via le marché gris et les a revendues dans ses magasins aux États-Unis. Omega a fabriqué ces montres en dehors des États-Unis et n'a pas autorisé leur importation aux États-Unis. Sur la base de l'affaire Quality King, le 9th Circuit a jugé que «l'application de la doctrine de la première vente aux copies fabriquées à l'étranger s'appliquerait de manière inadmissible» la loi sur le droit d'auteur extraterritoriale. Cependant, le tribunal a déclaré que la doctrine de la première vente pourrait toujours s'appliquer à une copie fabriquée à l'étranger si elle était importée "avec l'autorisation du propriétaire américain du droit d'auteur". La Cour suprême a accordé un certiorari à Omega c. Costco, et a confirmé 4-4. Cependant, en tant que décision également partagée, elle n'a créé de précédent que dans le 9e circuit, pas à l'échelle nationale. 
Cependant, dans Kirtsaeng c. John Wiley &amp; Sons, Inc., en 2013, la Cour suprême des États-Unis a jugé dans une décision 6-3 que la doctrine de la première vente s'applique aux produits fabriqués à l'étranger avec la permission du titulaire du droit d'auteur, puis importés aux États-Unis. L'affaire concernait un plaignant qui avait importé des éditions asiatiques de manuels qui avaient été fabriqués à l'étranger avec la permission de l'éditeur-plaignant. Le défendeur, sans l'autorisation de l'éditeur, a importé les manuels et revendus sur eBay. La décision de la Cour suprême limite considérablement la capacité des titulaires de droits d'auteur à facturer des prix très différents sur différents marchés en raison de la facilité d'arbitrage. La décision supprime l'incitation des fabricants américains à délocaliser leur fabrication à l'étranger uniquement dans le but de contourner la doctrine de la première vente. 

## Exceptions

### Locations record
Le Record Rental Amendment de 1984, codifié dans 17 USC §109 (b), interdit au propriétaire d'un phonogramme qui incarne un enregistrement sonore ou une œuvre musicale de le louer au public pour un avantage commercial direct ou indirect. Cette exception a été conçue pour empêcher les magasins de musique de louer des disques et ainsi faciliter la copie à domicile. 
L'alinéa 109b) est une exception à la doctrine de la première vente, mais il est limité de plusieurs manières. Elle s'applique uniquement aux locations, et non à la revente ou autres transferts. Il est également limité à un sous-ensemble d'enregistrements sonores - uniquement les enregistrements sonores qui contiennent uniquement une œuvre musicale. Elle ne s'applique pas aux enregistrements sonores qui contiennent d'autres contenus, tels que des commentaires ou des bandes sonores de dialogues, ni aux enregistrements sonores non musicaux, par exemple les livres audio. Enfin, les bibliothèques et les établissements d'enseignement sont exemptés de cette restriction et peuvent louer ou prêter des enregistrements sonores musicaux. 

### Location de logiciels
Le Copyright Software Rental Amendments Act de 1990 a modifié le §109 (b) pour interdire la location de logiciels à des fins commerciales directes ou indirectes. L'exception ne s'applique pas au prêt d'une copie par une bibliothèque à but non lucratif à des fins non lucratives, à condition que la bibliothèque appose un avertissement approprié. L'amendement excluait également spécifiquement : 
- Un programme informatique qui est incorporé dans une machine ou un produit et qui ne peut pas être copié pendant le fonctionnement ou l'utilisation ordinaire de la machine ou du produit; ou
- Un programme informatique incorporé ou utilisé conjointement avec un ordinateur à usage limité conçu pour jouer à des jeux vidéo et pouvant être conçu à d'autres fins.

## Application en droit des marques
En ce qui concerne le commerce de marchandises tangibles, comme la vente au détail de produits portant une marque de commerce, la doctrine de la première vente sert à immuniser un revendeur contre toute responsabilité en matière de contrefaçon. Cette protection pour le revendeur s'étend au point où lesdits produits n'ont pas été modifiés de manière à être sensiblement différents de ceux provenant du propriétaire de la marque . 

## Voir également
- Droit de l'Union européenne 
  - Droit d'auteur de l'Union européenne
  - Directive 2001/29 / CE sur la société de l'information, y compris le droit d'en faire une copie pour un usage privé
  - Directive sur les programmes informatiques 2009/24 / CE, y compris la doctrine de la première vente appliquée aux logiciels sous licence
  - Droit de suite, politique du droit français et européen en matière de droit d'auteur sur les œuvres d'art
  - Épuisement des droits - Un concept en droit de l'UE similaire à la "doctrine de la première vente" des États-Unis en ce qui concerne les brevets
  - Directive sur le droit d'auteur dans le marché unique numérique
- violation de copyright
- Gestion des droits numériques
- Utilisation équitable
- Limitations des droits exclusifs: programmes informatiques
- Vault Corp. c. Quaid Software Ltd. , une affaire de 1988 sur l'étendue du droit d'auteur sur les logiciels